# Ponte di Mantignano
Il Ponte di Mantignano, chiamato "Ponte dei cazzotti", era un ponte che collegava le due sponde del fiume Greve, nei pressi della frazione fiorentina di Mantignano.

## Storia

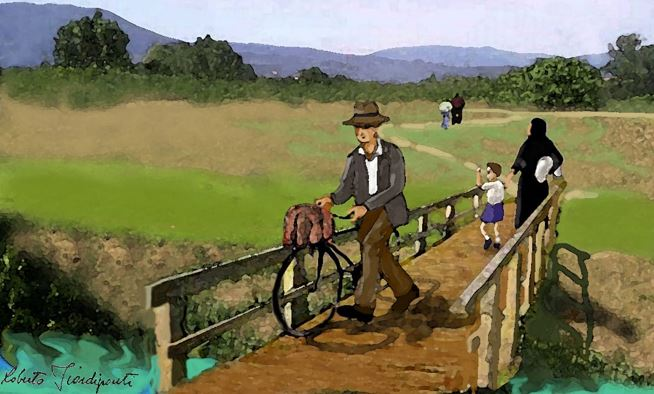
Passerella sulla Greve nei pressi di Mantignano ad inizio '900 (R. Fiordiponti)

La sua costruzione risale alla prima decade del secolo scorso, quando la passerella di legno che serviva per l'attraversamento delle Greve era in cattive condizioni ed il Comune di Casellina e Torri, allora competente su quel territorio, decise di trasformarla in una passerella di ferro per consentire alla gente del Popolo di Mantignano ed Ugnano di recarsi verso Firenze, passando per la frazione di San Bartolo a Cintoia.
Le due frazioni d'Oltregreve erano prevalentemente borghi agricoli i cui prodotti venivano commercializzati nei mercati fiorentini, ma anche luogo attivo di pesca in Arno ed in Greve di pesci, crostacei ed anfibi, venduti in città ancora vivi, in contenitori ricavati da zucche appositamente trattate per renderle internamente impermeabilizzate.
La nuova via per Firenze era quindi di primaria importanza per gli abitanti d'Oltregreve che in alternativa avevano solo un'altra possibile strada da percorrere, l'antica Via Pisana, più scomoda e già allora più congestionata.
Per motivi di sicurezza il ponte di Mantignano è stato demolito nei primi giorni di settembre 2024.

## Caratteristiche
Quando il Comune di Casellina e Torri decise la costruzione della nuova passerella in ferro sulla Grave, larga 1 metro e 60 centimetri, con la specifica indicazione di essere utilizzata solo dai pedoni, con una petizione, le popolazioni d'Oltregreve chiesero che invece fosse costruito un vero e proprio ponte in cemento armato, proposta che seppur non senza difficoltà, fu accolta dall'Amministrazione comunale.
Nel giugno del 1910 con lo “Schema del disciplinare…di progetto e costruzione”, viene definita la forma e le dimensioni del nuovo ponte che “…sarà a tre luci, la centrale di 20 mt., le due laterali di 16 mt. ciascuna, avrà una larghezza di 2,50 mt., sarà costruito con le spalle in muratura ordinaria, pile in cemento armato fondate su uno zoccolo in muratura di 1 mt. di piede…posto a quota 41,36 mt. sul livello del mare…”. La delibera del novembre del 1910 assegnò i lavori alla Società Anonima per le Costruzioni Cementizie per le opere in cemento armato e alla ditta Pietro Niccoli per i lavori in muratura.

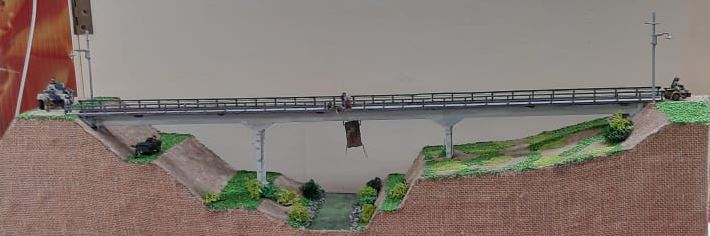
Il diorama del Ponte di Mantignano, realizzato da Stefano Lumini dell’ Associazione fiorentina battaglie in scala, donato al Museo del Figurino Storico di Calenzano

Il collaudo del ponte avvenne un anno dopo nel novembre 1911, cinque anni dopo l'inizio del progetto. Il costo preventivato dell’opera stimato in 17.137 lire, salì al termine dei lavori a 20.784 lire. Quattro anni più tardi, una nuova delibera stabilì la realizzazione di una ringhiera in ferro in sostituzione delle «spalle in muratura» per consentire la creazione di un marciapiede per il passaggio dei pedoni al di fuori della carreggiata intensamente occupata da carri ed altri veicoli.

## Ponte dei cazzotti

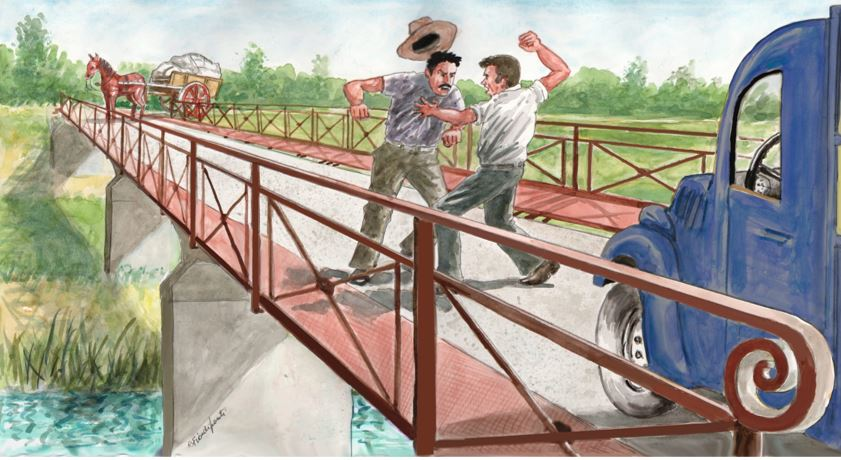
Ricostruzione di un alterco sul Ponte di Mantignano (R. Fiordiponti)

Con lo sviluppo dei traffici e dei commerci la carteggiata del ponte risultò inevitabilmente troppo piccola, consentendo sì il passaggio dei pedoni in sicurezza, grazie ai marcipiedi in ferro appositamente costruiti, ma permettendo solo il transito di un veicolo per volta. Questo fatto portò inevitabilmente alla nascita di controversie ed alterchi per definire chi avesse il diritto di precedenze. Così il ponticino fu rinominato “Ponte dei cazzotti” per i numerosi episodi che negli anni si ripetevano, fino a quando nel 1999 venne costruito a poca distanza un nuovo ponte a due corsie ed il vecchio ponticino di ferro fu chiuso sia al traffico veicolare che pedonale.

## Demolizione

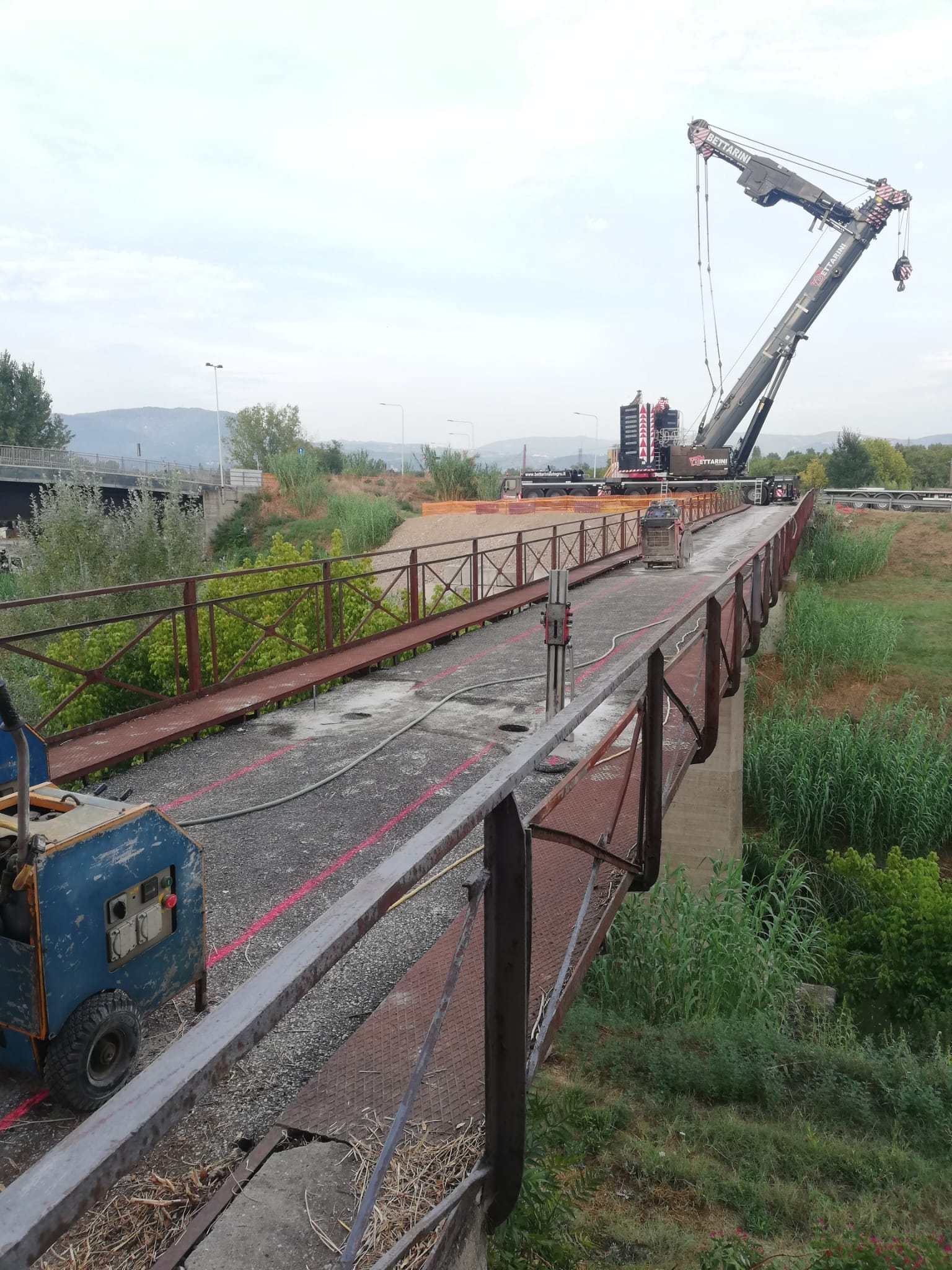
Demolizione Ponte di Mantignano: fasi preparatorie

Il Comune di Firenze nel 2016 aveva ritenuto necessario demolirlo per motivi di sicurezza; nel 2022 viene assunta una delibera per provvedere alla realizzazione dei lavori. Pur con il rammarico degli abitanti del luogo, il ponte è stato demolito nei primi giorni di settembre del 2024.

## Seconda guerra mondiale

### Sminamento del ponte

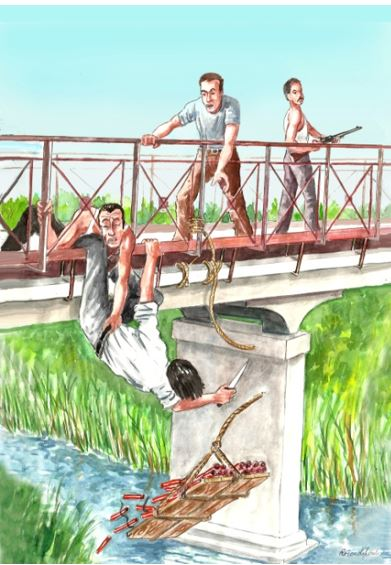
Sminamento del Ponte dei cazzotti liberamente ricostruito da Roberto Fiordiponti

Durante la battaglia per la liberazione di Firenze nella notte fra il 3 e il 4 agosto del 1944, con l'operazione Feurzauber (Incantesimo di fuoco), tutti i ponti a Firenze (tranne il Ponte Vecchio) vennero minati dalle truppe di occupazione tedesche per bloccare l'avanzata degli Alleati. Solamente questo ponte non saltò in aria grazie all'intervento dei partigiani delle Squadre di Azione Patriottica (SAP) della I Zona. Queste squadre non riuscirono a salvare il Ponte alla Vittoria e il Ponte alla Carraia, dove ci furono anche vittime, mentre ebbero successo a Mantignano, dove alcuni giovani sappisti locali, tra cui Ascanio Taddei e Ivan Cini, aiutati dalle SAP di Scandicci, riuscirono a sminare il ponte e l’acquedotto di S.Maria a Mantignano, preservando la struttura nel primo caso e limitando i danni nel secondo. La storia dei partigiani e del Ponte di Matignano è anche ricordata nel sito del Comune di Firenze Memorie di Resistenza fiorentina con il racconto e le testimonianze di quella giornata del 4 agosto 1944.
Con l’arrivo nella piana fiorentina delle truppe Neozelandesi nella giornata del 4 agosto ’44, il ponte rimasto illeso consentì ai militari che vi transitarono l’avvicinamento alla riva dell’Arno e il controllo dei sobborghi fiorentini.

### Scritta sul ponte

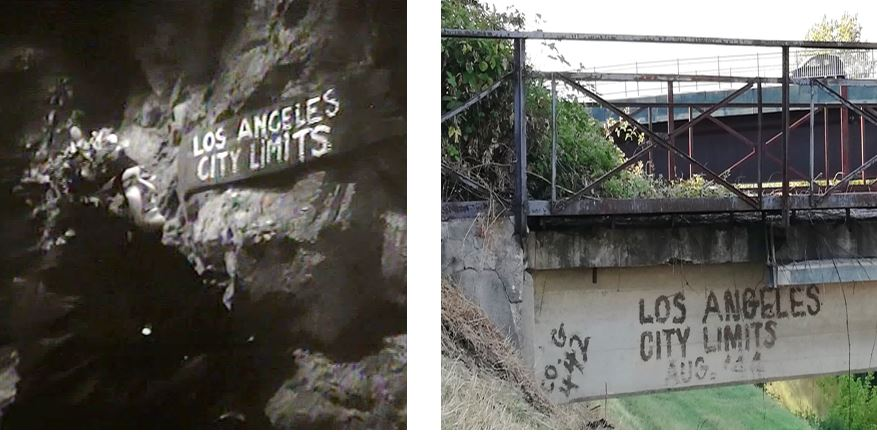
A SX il fotogramma del film Destinazione Tokio uscito in America nel gennaio 1944; a DX la scritta Los Angeles City Limits, Aug '44, Co G 442 lasciata sul ponte di Mantignano dai soldati nippo-americani nell'agosto del 1944.

Sulla fiancata destra del ponte dal lato sud era presente la frase Los Angeles city limits. Questa scritta fu apposta a fine agosto 1944 da un gruppo di soldati Nisei, cioè americani ma con antenati di origine giapponese, che erano entrati in combattimento in Toscana ad inizio estate ’44, lungo la costa tra la Val di Cornia, la Val di Cecina e Livorno, dando ampia prova di valorosi combattenti. Facevano parte del 442 Reg Combact Team, uno dei reparti di fanteria più decorati dell’esercito americano per la dedizione ed il coraggio manifestati nelle azioni in cui erano coinvolti e erano inquadrati nella 34.a Divisione Red Bull.
Questi militari Nisei provenivano dalle Hawaii e della Costa occidentale americana, con particolare riferimento alla California. Durante il loro addestramento, avevano avuto modo di vedere un film che in America uscì nel gennaio del 1944, Destinazione Tokio, con protagonista Cary Grant; questi nelle vesti del capitano Cassidy, alla guida il sommergibile Copperfin, rievoca le gesta della preparazione dell'Operazione Doolittle, realizzata dagli americani nella Baia di Tokio il 18 aprile 1942, in risposta alla battaglia di Pearl Harbor del dicembre del ’41. In una scena del film, nel loro avamposto di osservazione, un gruppo di esploratori aveva appeso una tavola al muro con la scritta “Los Angeles city limits” come a significare che il loro gruppo aveva avuto il coraggio di portare i “confini della città di Los Angeles” fino a Tokio. Questa scena rimane impressa anche nei soldati Nisei e una volta giunti a Mantignano, la scrivono sulla trave del ponte, a significare che, nel loro caso, i confini di Los Angeles erano stati portati in riva all’Arno. Quella scritta è rimasta sulla trave del ponte di Mantignano per 80 anni fino alla sua demolizione.

## Musealizzazione

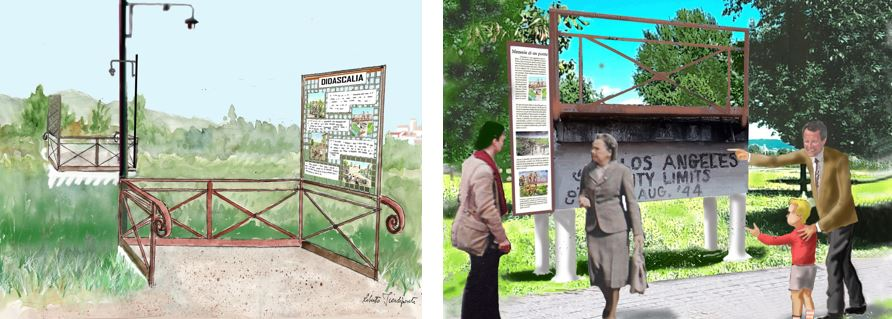
A SX ipotesi di sistemazione degli affacci sulla Greve in ricordo del Ponte di Mantignano; a DX la proposta per l’installazione della trave del ponte in memoria della scritta Los Angeles City Limits, Aug '44, Co G 442 (R.Fiordiponti)

Con la demolizione del ponte, l'Amministrazione comunale di Firenze ha deciso di avviare un processo di “musealizzazione del territorio” per salvaguardare la memoria di quanto è successo intorno al ponte e valorizzare il luogo dove per tanti anni è stato utilizzato dalla comunità. Specifiche opere sulla sponda della Greve, gli affacci, ricorderanno dove era collocato il ponte e quanto successe nell’agosto del 1944, mentre un’installazione realizzata con una parte della trave del ponte riporterà la scritta americana che quindi continuerà a ricordare alle generazioni future la memoria dei fatti passati.

### Video
- Matteo Mengoni, Agosto 1944 - I soldati Nippo-Americani arrivano a Mantignano, su YouTube, 8 ago 2019. URL consultato il 27 novembre 2024..
- Maurizio Dell'Agnello, I partigiani e l'Acquedotto di Mantignano, su YouTube, 2 dicembre 2014. URL consultato il 27 novembre 2024.
- Maurizio Dell’Agnello, Il Ponte dei Cazzotti di Mantignano, su YouTube, 19 mar 2018. URL consultato il 27 novembre 2024.